# 赵虹
赵虹（1942年10月—），男，满族，辽宁沈阳人，中华人民共和国政治人物。曾任中华人民共和国最高人民检察院副检察长。